# Possen (Sondershausen)
Der Possen ist ein 431,5 m ü. NHN hoher Berg der Hainleite im thüringischen Kyffhäuserkreis mit einem Aussichtsturm (Possenturm) und einem auf der sich südöstlich anschließenden Hochfläche gelegenen denkmalgeschützten Ensemble aus Gebäuden sowie einer Parkanlage des 18. und 19. Jahrhunderts. Es befindet sich etwa vier Kilometer südlich von Sondershausen.

## Name
Die Herkunft des Namens Possen ist urkundlich nicht eindeutig belegt. Daher gibt es eine Unzahl von Auslegungen. Sie reichen vom Personennamen „Pozzo“ bis zu einer ständig wiederholten Legende über eine Angehörige des Fürstenhauses, die sich unter Verwendung des Wortes Possen über das neue Jagdschloss geäußert haben soll. Der Name „Zum Possen“ trat erstmals 1738 nach einem Umbau des Jagdschlosses auf.
Eine etymologische Herleitung des Wortes im Zusammenhang mit dem Zeitpunkt seines Auftretens kann eine Erklärung geben. Ausgehend vom frühneuhochdeutschen „posse, bosse“, in der Bedeutung von „Zierrat, Beiwerk“, entlehnt aus dem altfranzösischen „boce“, trat im 16. Jahrhundert ein Bedeutungswandel im Sinne von „Scherz, lustiger Streich“ ein. Auf einer Karte Sondershausens von 1783 findet man die Bezeichnung Bossen. Daraus wurde das Verb „bossieren, poussieren“ in der Bedeutung „lustig sein, scherzen, Possen treiben“. Daher ist anzunehmen, dass für das renovierte Jagdhaus 1738 der Name „Zum Possen“ gewählt wurde, um lediglich einen Ort zu bezeichnen, wo man – im Gegensatz zur höfischen Etikette – lustig sein, scherzen und allerlei Possen treiben konnte. Der Jagdschlossname wurde dann in verkürzter Form zur Bezeichnung für die Umgebung dieses Hauses. Die Flur „Vogelgesang“ änderte ihre Bezeichnung zu „Possen“.

## Geschichte

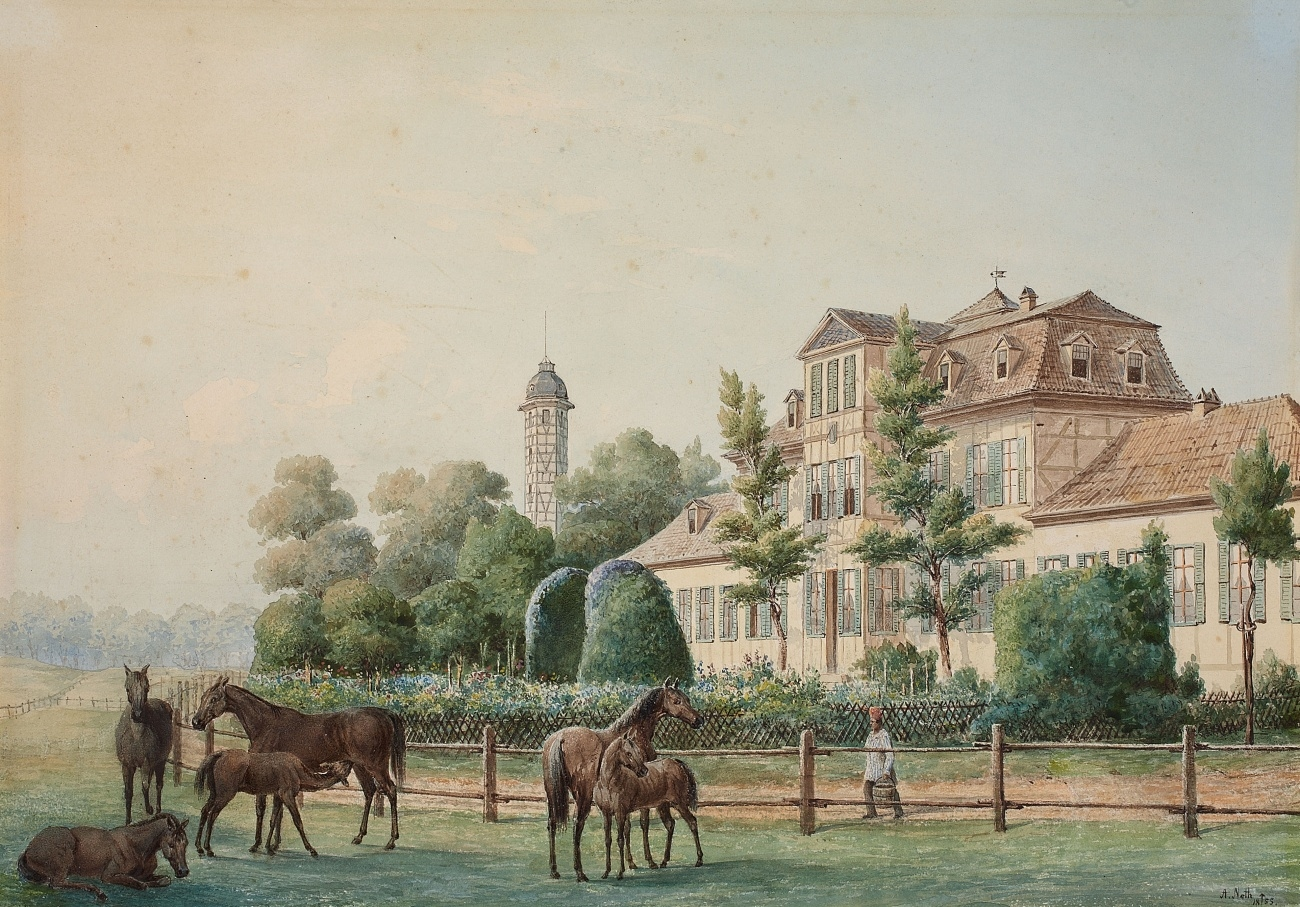
Jagdschloss „Zum Possen“, 1855

Mit der Jahreszahl 1670 wird ein Jagdhaus mit dem Namen „Zum neuen Jagdhaus auf dem Oberspierschen Forste“ in Urkunden erwähnt. Bei diesem Namen muss angenommen werden, dass es davor schon ein älteres Haus gab. Wegen baulicher Veränderungen zwischen 1732 und 1738, die Fürst Günther XLIII. von Schwarzburg-Sondershausen veranlasste, trat erneut eine Namensänderung ein. Bis 1737 hieß das Gebäude „Jagdschloss auf dem Vogelgesang“, ein Jahr später, mit Abschluss der Umbauarbeiten, bekam es den Namen „Zum Possen“. Es folgten Ausbauten der Wohn- und Wirtschaftsgebäude von 1760 bis 1762. Dieses Haus nutzte ab 1828 das Forstamt Oberspier. Der entthronte Fürst Günther Friedrich Carl I. fand hier eine Bleibe von 1835 bis 1837.
Ab 1867 wurde die Pferdezucht wieder aufgenommen. Ein ständiges Problem war die Wasserversorgung. Das Wasser wurde in Fässern mit dem Pferdegespann vom oberen Spierenbrunnen, der 700 m nordöstlich liegt, geholt. Unter dem Fürsten Günther Friedrich Carl II. (Regierungszeit 1835–1880) entstanden die Reithalle, das Wildgehege (für Hirsche und Vögel) und ein Bärenzwinger. Auch begannen zu dieser Zeit die Vorbereitungen zum Bau des Possenturmes. Aus dem nicht kultivierten Gelände wurde eine Parkanlage mit historischer Wegeführung, Sichtachsen und großflächigen Wiesen. Nach der Abdankung des Fürsten 1918 ging das Anwesen in den Besitz des Landes Thüringen über.
Mitte der 1960er Jahre wurde das Gebiet zum Naherholungszentrum ausgebaut. Südlich des Possenturms entstanden 1976 bis 1979 eine Bungalowsiedlung sowie eine Gaststätte. Auf den großen Wiesenflächen fanden Betriebssportfeste, Pferdesport- und Musikveranstaltungen statt. In den letzten Jahren der DDR war noch die Installation eines Flugabwehrraketen-Systems auf dem Possen geplant. Nach der Wende blieb der Possen ein beliebtes Ausflugsziel in Nordthüringen und nennt sich nun „Freizeitpark“.

## Gegenwärtige Nutzung
Nach Aussage des Pächters wird der Possen jährlich von 120.000 bis 150.000 Menschen besucht. Auf dem Gelände des „Freizeit- und Erholungsparks Possen“ finden Veranstaltungen wie beispielsweise Hundeschauen statt.

## Gebäude

### Jagdschloss

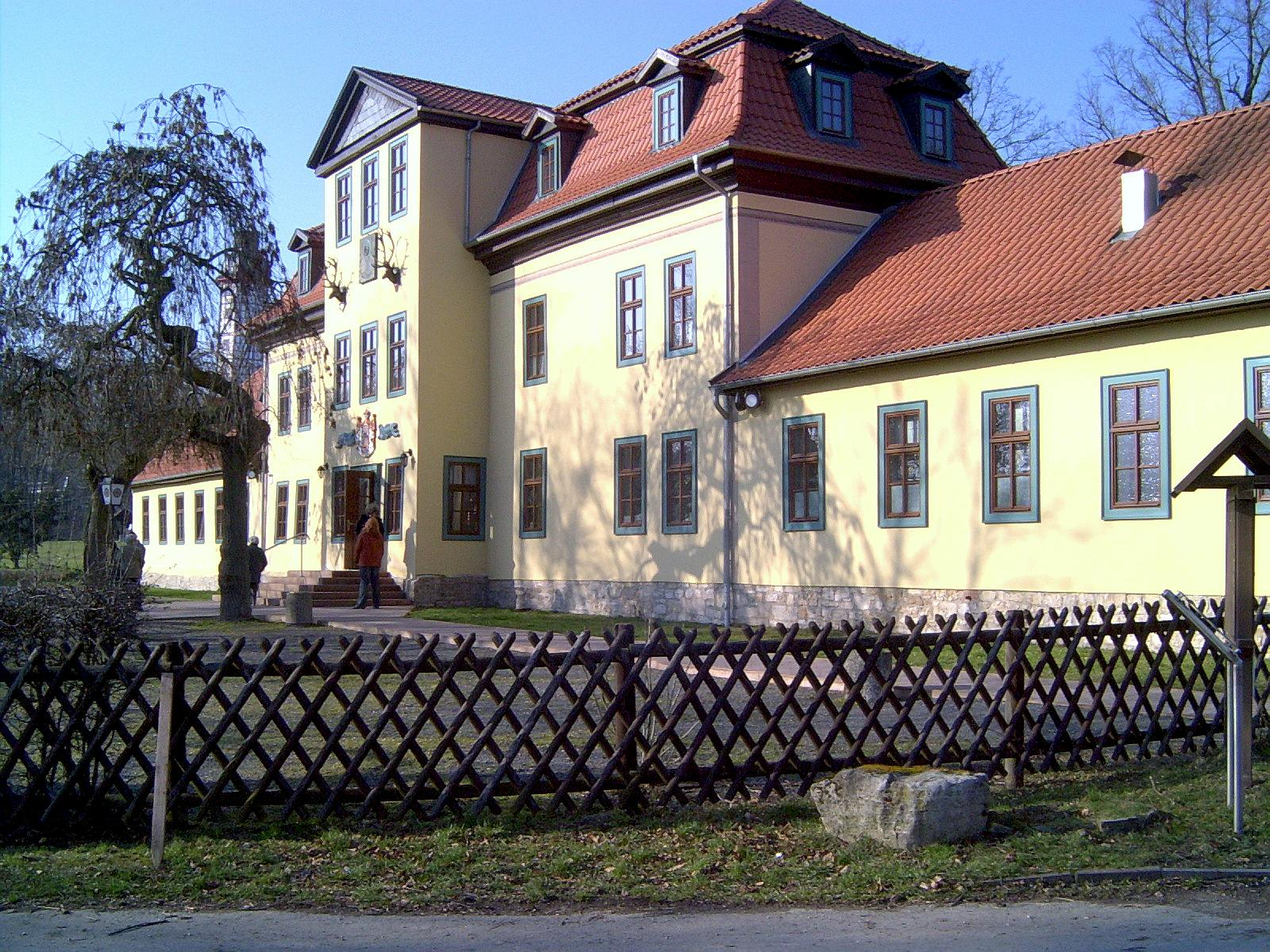
Jagdschloss Possen bei Sondershausen, im Hintergrund links der Possenturm

Das Jagdschloss ist eine Vierflügelanlage um einen geschlossenen Hof mit Wirtschafts- und Wohngebäuden aus verputztem Fachwerk. Das Hauptgebäude hat auf der Südseite einen übergiebelten Mittelrisalit, der eine Wappentafel, eine Sonnenuhr und Trophäenplastiken trägt. Diese Dekoration ist um 1890 entstanden. Das zweigeschossige Hauptgebäude wird von einem Mansarddach gedeckt. Im Innern ist im Obergeschoss noch die barocke Raumstruktur erhalten. Die ehemalige Hofküche befand sich im Ostflügel. Darunter liegen die Kelleranlagen. Sonst ist das Hauptgebäude nicht unterkellert.

### Reithalle

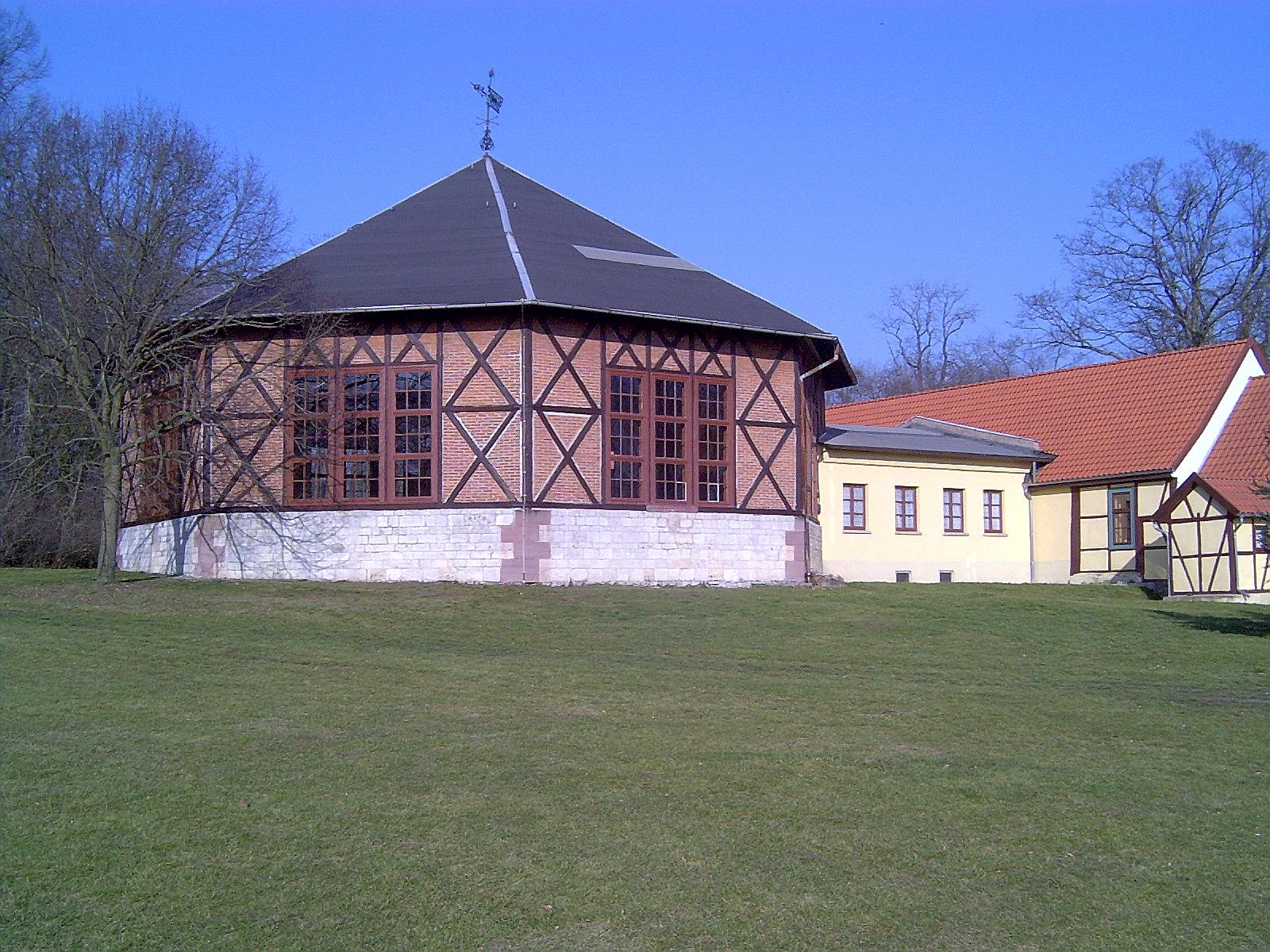
Reithalle, rechts Verbindungsbau zum Jagdschloss

Mit Wiederaufnahme der Pferdezucht 1867 wurde eine Reithalle notwendig. Diese ist ein Achteckbau, ebenso wie der Possenturm und das Achteckhaus (1707) in Sondershausen auf dem Schlossberg. Das flach angelegte Pyramidendach besteht aus acht Seitendreiecken. Eine Hallendecke fehlte. Sie wurde erst 1967 aus Energiespargründen eingezogen. Während des Zweiten Weltkrieges diente die Halle als Kriegsgefangenenlager. Nach der Rekonstruktion 1967 wurde die Reithalle zum „Ringcafé“. Die Wetterfahne auf der Dachspitze trägt den kaiserlichen Doppeladler. Er befindet sich im Wappen der Schwarzburger, nachdem diese 1697 in den Reichsfürstenstand erhoben worden waren. Der Verbindungsbau zum Reitstall wird heute als Gaststätte genutzt. Die Reithalle selbst ist heute eine Freizeithalle mit der Möglichkeit, Billard- und Tischtennis zu spielen.

### Possenturm

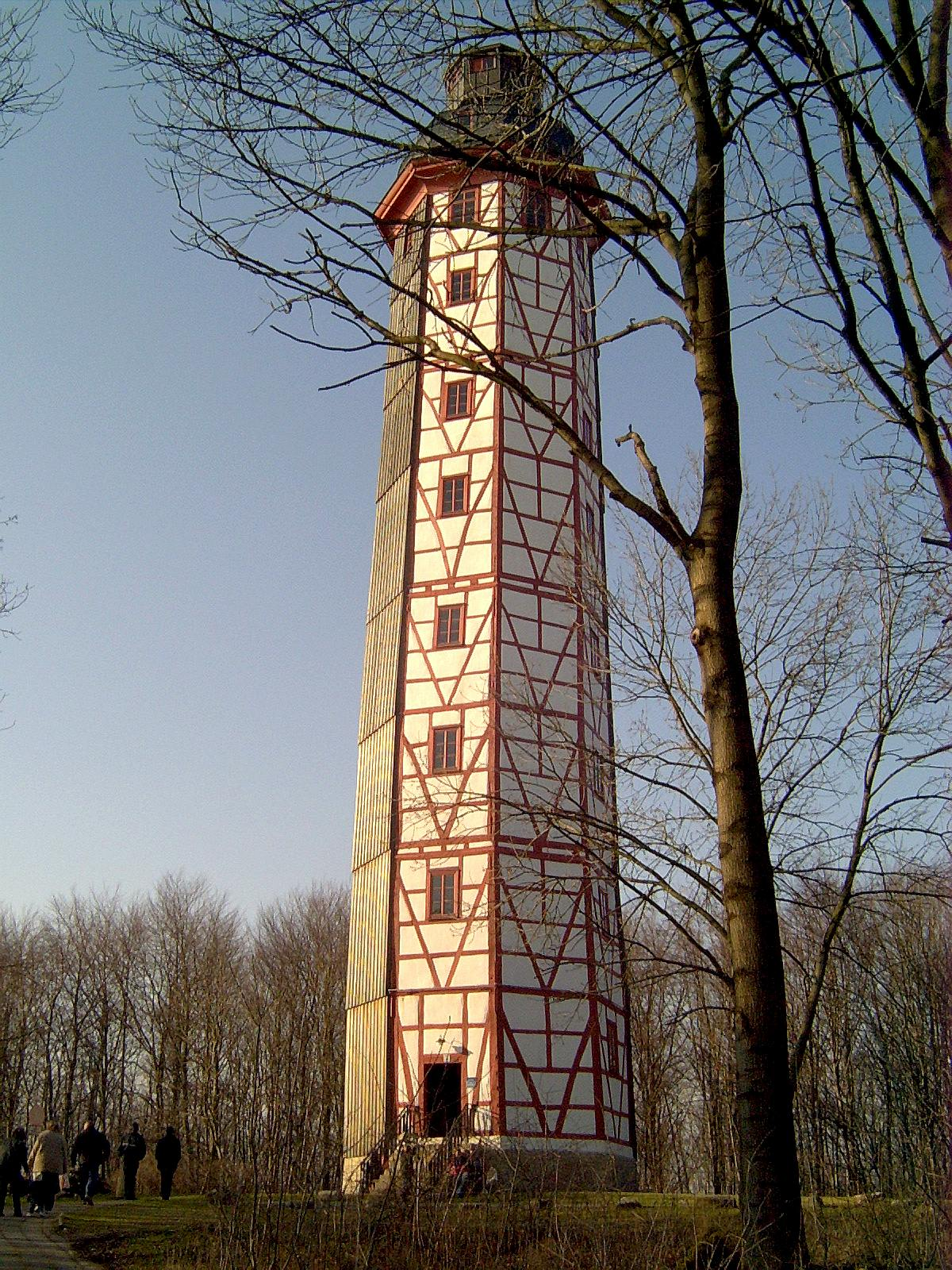
Possenturm, von Osten

Der Possenturm (Lage) gilt als der älteste und höchste Aussichtsturm Europas, der in Fachwerk errichtet wurde. Der Aussichtsturm wurde 1781 innerhalb von 11 Monaten erbaut und steht auf einem Hausteinsockel. Die Turmhöhe misst 42,18 m. Er diente auch als Landmarke bei der Vermessung des Schwarzburger Landes. Wanderer konnten den Possenturm auch vom höchsten Berg des Harzes, dem Brocken, vom „Thurme des Wirthshauses“, „theils mit, theils ohne Fernrohr“ sehen: Wenn man sich „rechts herum dreht […] die Ruinen der Burg Kyffhausen in der goldenen Aue, den Possenthurm bei Sondershausen, den Ettersberg bei Weimar“, heißt es im Taschenbuch für Reisende in den Harz 1823 bei Friedrich Gottschalck.
Der Besucher erreicht über 214 Stufen die Aussichtsplattform oberhalb der Turmhaube. Der achteckige, achtgeschossige Fachwerkbau trägt eine spätbarocke, auskragende Schweifhaube mit Aussichtsplattform und Laterne. Die Stockwerke verjüngen sich nach oben. Jedes hat vier Fenster, jeweils nach den Himmelsrichtungen. Ursprünglich war die Aussichtsplattform offen. Sie wurde während des Zweiten Weltkrieges durch Fenster geschlossen und diente als Luftbeobachtungsstand.
Die beim Neubau angebrachte Uhr wurde 1786 auf den Sondershäuser Schlossturm verlegt. Die erste Renovierung des Turmes war 1867 notwendig.
Ab 1951 war der Possenturm für den Besucherverkehr gesperrt. Im Unterteil des Turmes waren tragende Teile des Holzfachwerks so zerstört, dass der Turm sich zu neigen begann und dadurch seine Standsicherheit nicht mehr gewährleistet war. Er drohte ein- bzw. umzustürzen. Mittels einer Aktion „Rettet den Possenturm“ wurden im Rahmen des „Nationalen Aufbauwerkes“ der DDR unter Mithilfe engagierter Bürger und mit Spenden aus der Bevölkerung 1958/59 die wichtigsten Sicherungsarbeiten durchgeführt und damit der Turm vor dem Verfall bewahrt. Nach weiteren Arbeiten, u. a. der Anbringung einer Blechverkleidung an der Wetterseite, konnte der Turm 1966 nach fast 15-jähriger Sperre wieder für Besucher freigegeben werden.
Unter der Blechverkleidung kam es später zu Pilz- und Bakterienbefall, sodass im Jahre 2002 wegen akuter Einsturzgefahr der Turm wieder für den Besucherverkehr gesperrt werden musste. Durch die bis 2004 folgenden Bauarbeiten wurde der Turm renoviert, stabilisiert und mit einem neuen Außenanstrich versehen. Das Wellblech wurde durch eine gut belüftete Wetterschutzschale aus Lärchenbrettern ersetzt.

### Bärenzwinger

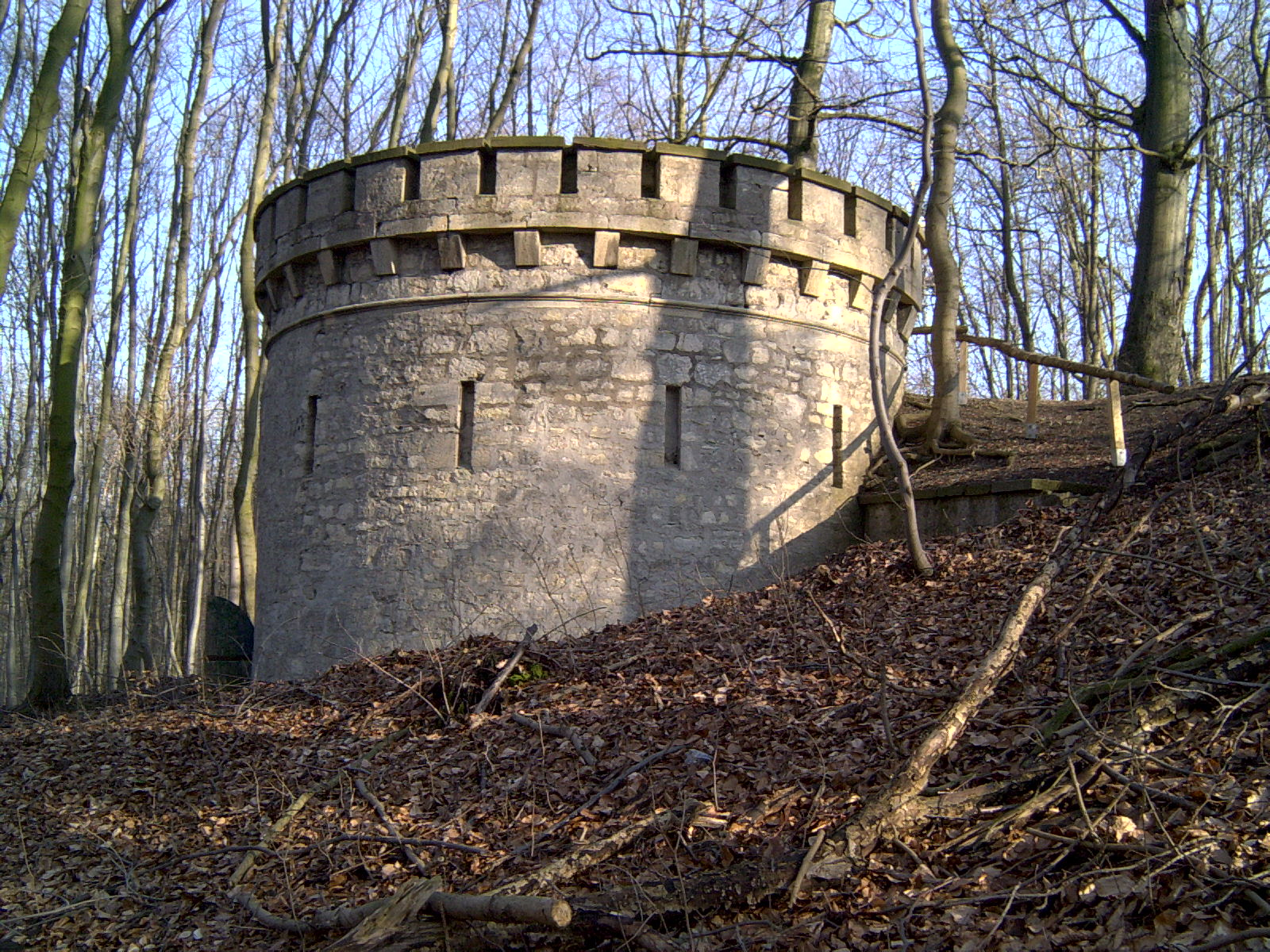
Alter Bärenzwinger

Der Bärenzwinger entstand ebenfalls in der Neugestaltungsphase des Possens nach 1867. Er ist ein nach oben offener Rundturm mit einem Zinnenkranz. Vier höhlenartige Räume auf der Südseite dienten als Futter- und Bärenkammern. Die jungen Bären wurden 1867 von den Prinzen des Fürstenhofes aus einem Jagdgebiet in den Karpaten geholt, nachdem man drei Muttertiere erlegt hatte. Die Tiere aus dem heute noch vollständig erhaltenen Bärenturm wurden noch zu DDR-Zeiten in einen neuen Käfig an anderer Stelle umgesiedelt. Nach Protesten von Tierschützern wurde dieser 1998 erweitert. Drei Braunbären leben nun in einem Gehege, das den (heutigen) gesetzlichen Vorgaben entspricht.

### Wildgatter
Das Wildgehege entstand in der zweiten Hälfte des 19. Jahrhunderts. Heute sind auf einem weiträumigen Gelände Damwild, Rotwild, Muffelwild, Wild- und Hängebauchschweine, Pferde, Ponnys, Esel, Schafe und Ziegen zu beobachten.
Die Volieren mit Fasanen und andere Vogelarten wurden 2011 durch ein Haus für Erdmännchen und Falken ersetzt. Des Weiteren gibt es seit kurzer Zeit die australische Ecke, in der Emus und Zwergkängurus zu sehen sind.
Südlich des Parkplatzes gibt es einen Haustierbereich.

## Schaubrunnen

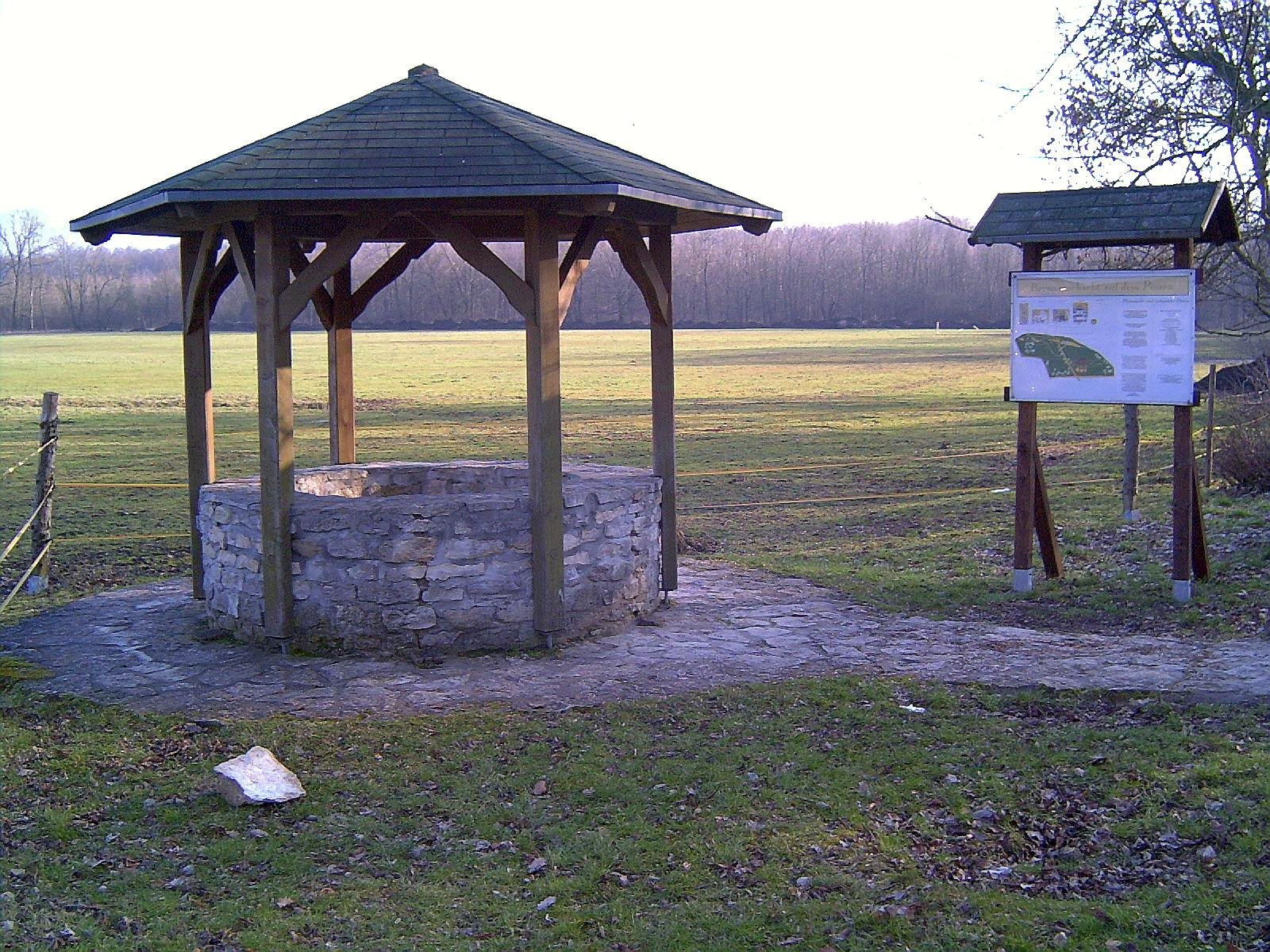
Schaubrunnen

Als 1976/77 eine Trinkwasserleitung nach Oberspier gebaut wurde, stieß man bei den Erdarbeiten auf einen alten Brunnen. Er war 1761/62 gebaut worden und in Vergessenheit geraten. Er hatte eine Tiefe von 38 m. Es wurden noch zwei weitere Brunnen gegraben. Einer befand sich am heutigen Spielplatz (1858, 46 m tief), ein anderer lag südlich der Reithalle (1922, 14 m tief). 1987 wurde im Auftrag der Denkmalpflege der älteste Brunnen rekonstruiert. Überdachung und Brunnenbrüstung sind nachempfunden, da die damalige Gestaltung nicht bekannt ist.